# 塞德拉爾 (聖保羅州)
20°54′16″S 49°16′7″W / 20.90444°S 49.26861°W
塞德拉爾（葡萄牙語：Cedral）是巴西的城鎮，位於該國南部，由聖保羅州負責管轄，始建於1929年6月21日，面積197平方公里，海拔高度558米，2010年人口7,972，人口密度每平方公里40.39人。